# Al-Mumtahina
Al-Mumtahina  (arabe : سُورَةُ ٱلْمُمْتَحِنَةِ, français : L’Éprouvée) est le nom traditionnellement donné à la 60e sourate du Coran, le livre sacré de l'islam. Elle comporte 13 versets. Rédigée en arabe comme l'ensemble de l'œuvre religieuse, elle fut proclamée, selon la tradition musulmane, durant la période médinoise.

## Origine du nom
Bien que le titre ne fasse pas directement partie du texte coranique, la tradition musulmane a donné comme nom à cette sourate L’Éprouvée.
La sourate 60 porte le titre, tiré du 10e verset, de « l’Éxaminée ». Parfois, elle est titrée « l’Épreuve ».

## Historique
Il n'existe à ce jour pas de sources ou documents historiques permettant de s'assurer de l'ordre chronologique des sourates du Coran. Néanmoins selon une chronologie musulmane attribuée à Ǧaʿfar al-Ṣādiq (VIIIe siècle) et largement diffusée en 1924 sous l’autorité d’al-Azhar,, cette sourate occupe la 91e place. Elle aurait été proclamée pendant la période médinoise, c'est-à-dire schématiquement durant la seconde partie de la vie de Mahomet, après avoir quitté La Mecque. Contestée dès le XIXe par des recherches universitaires, cette chronologie a été revue par Nöldeke,, pour qui cette sourate est la 110e.
Pour Nöldeke et Schwally, cette sourate est composée de deux textes de périodes différentes. Blachère considère que les deux textes indépendants ont été imbriqués tout au long de la sourate.

## Interprétations

### Versets 1-3: interdictions
Ces versets sont des interdictions formulées à destination des croyants. Constitués de règles adressées aux membres de la communauté, cette sourate est proche des « règles de la communauté » de Qumrân. Selon la tradition musulmane, ces premiers versets feraient allusion à un émigré du nom d’Hatib b Abi Balta’a.
Selon Bell, le verset 1, plus long que les autres, contient une interpolation. L’identité des personnes évoquées dans cette partie, les « ennemis », « ceux qui expulsent le Messager et vous » est incertaine, bien que Bell y voit une allusion aux Mecquois. Il en est de même dans le verset 2 bien que le phrasé est plutôt similaire à celui utilisé dans le Coran pour évoquer les juifs et les hypocrites.
Il ne semble pas y avoir de rapport entre le verset 3 et ce qui précède. Il constitue une menace eschatologique, chose très fréquente dans le Coran. 

Texte de la sourate (Coran datant de 1874)
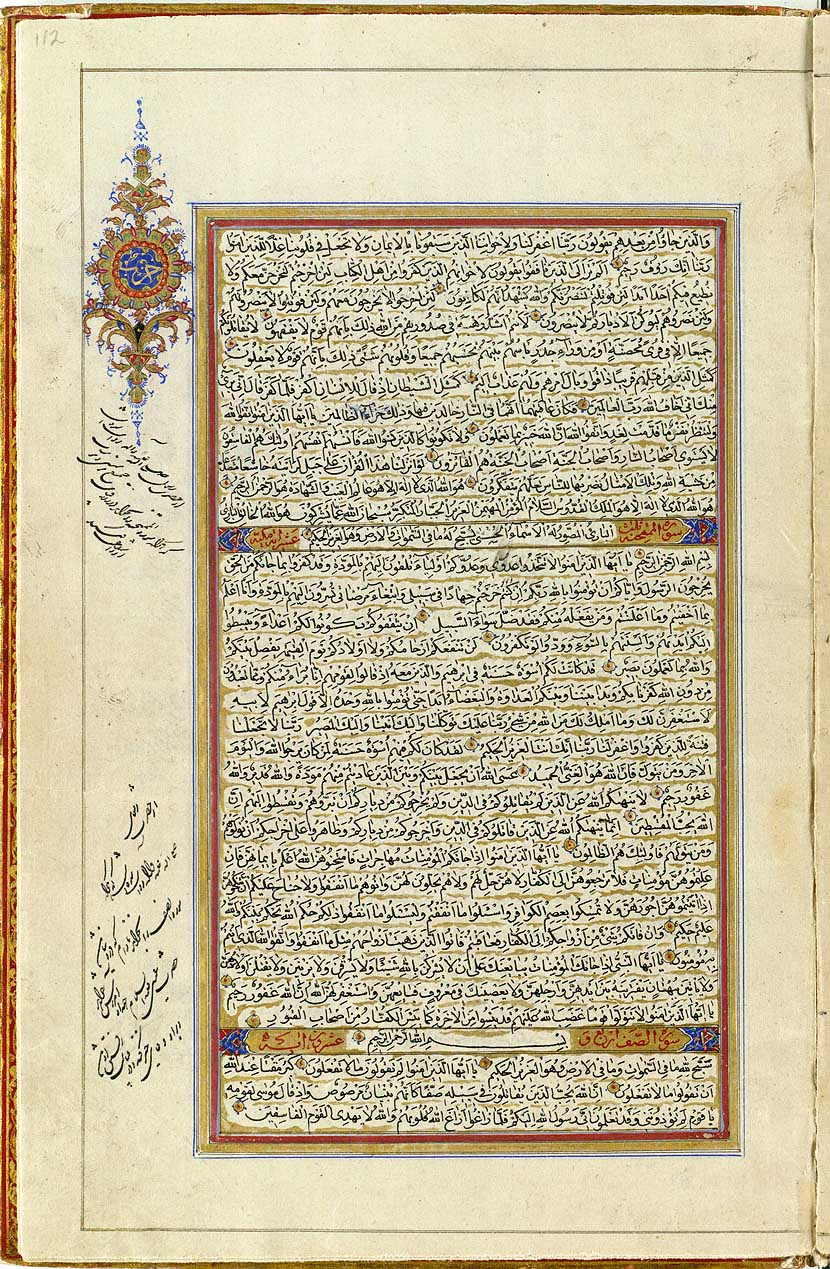